# La Squale
La Squale je francouzský hraný film z roku 2000, který režíroval Fabrice Genestal. Snímek měl světovou premiéru na mezinárodním filmovém festivalu v Torontu dne 12. září 2000.

## Děj
Désirée, přezdívaná „Squale“, žije pod vlivem svého otce, kterého nikdy nepoznala, Souleymana, legendárního šéfa podsvětí. Když se setká s Toussaintem, vůdcem gangu, nepřestane se ho snažit svést. Násilník však touží jen po Yasmine, diskrétní a stydlivé dívce, kterou doma ukrývají její bratři. Désirée se ho však díky svému odhodlání podaří získat. Je to ztráta času, protože Toussaint ji opustí a zradí. Zoufalá Désirée touží po pomstě.

## Obsazení
| Esse Lawson        | Désirée          |
| Tony Mpoudja       | Toussaint        |
| Kherredine Ennasri | Anis             |
| Stéphanie Jaubert  | Yasmine          |
| Denis Lavant       | Joker            |
| Foued Nassah       | Samir            |
| François Delaive   | Steve            |
| Zakariya Gouram    | Redouane         |
| Lokman Nalcakan    | Lokman           |
| Akim Hadj          | Ibrahim          |
| Félicité N'Gijol   | matka Désirée    |
| Micheline Dieye    | matka Toussainta |
| Fatiha Cheriguene  | matka Yasmine    |
| Sabrina Perret     | Amina            |
| Antoine Laurent    | Pierre           |
| Galamelah Lagra    | Akim             |
| Adiatou Sakho      | Hortense         |
| Banah Touré        | Cynthia          |
| Shakara Chea       | Vanessa          |
| Marc Hayot         | Souleymane       |

## Ocenění
- César: nominace v kategorii nejlepší filmový debut (Fabrice Genestal)